# Pycreus intactus
Pycreus intactus là loài thực vật có hoa trong họ Cói. Loài này được (Vahl) J.Raynal miêu tả khoa học đầu tiên năm 1977.